# Samostan sestara Naše Gospe "Anuncijata" u Subotici
Anuncijata je samostan sestara Naše Gospe u Subotici. Nalazi se na teritoriju župe Uskrsnuća Isusova u Subotici, Marije Bursać 38, Subotica.

## Povijest
Družba sestara Naše Gospe u Suboticu je došla 1874. godine. Kaločki biskup Josip Haynald zauzeo se za njihov dolazak. Od onda časne sestre rade razne poslove. U školama su bile učiteljice, katehistice, sviraju kao orguljašice te u sakristanskim službama. 
Nakon što je nastala Kraljevina SHS, od Kongregacije Školskih sestara Notre Dame iz Kaloče nastala je Družba sestara Naše Gospe - Zagreb. Ukupno su 22 kuće s 220 sestara pripale novoj državi (Kraljevini SHS), od 43 zajednice Družbe sestara Naše Gospe koje su osnovane u Austro–Ugarskoj.
Dekretom 4277/28 od 23. listopada 1930. Sv. Kongregacija Redovnika osnovala je od kuća koje su se nalazile u Bačkoj novu samostalnu Družbu imena ”Družba bačkih siromašnih sestara učiteljica Naše Gospe”. Veliku ulogu za ovu Družbu imala je sestra Marija Roza Anuncijata Kopunović, koja je bila prva vrhovna glavarica ove družbe. Ona je počela njegovati odgojnu karizmu sestara Naše Gospe počela njegovati za hrvatske djevojčice, a uz pomoć biskupa Lajče Budanovića.
Političko stanje u inozemstvu nametalo je nove okolnosti. Uoči rata koji se približavao i Kraljevini Jugoslaviji i inih političkih (ne)prilika, htjeli su upravu prenijeti u Hrvatsku, u Zagreb. Budući da je sestra Marija Roza Anuncijata Kopunović bila u kontaktu sa zagrebačkim nadbiskupom bl. Alojzijem Stepincem, izborilo se da je Stepinčevim zalaganjem Družba sestara Naše Gospe dobila reskript Svete Kongregacije za redovnike. Reskriptom iz te 1941. godine odobreno je da se iz Subotice u Zagreb prenese sjedište Kongregacije ”Družbe bačkih siromašnih sestara Naše Gospe”. Ime je ove kongregacije ostalo isto, osim što nije više sadržavao predznak "bačkih". Redovnice su mogle slobodno odlučiti žele li biti pripojene Zagrebu ili Kaloči. Nakon početka Drugoga svjetskog rata za ovu je družbu započelo je jedno sasma novo razdoblje. Danas je Družba sestara Naše Gospe u Zagrebu jedna je od osam kongregacija Družbe.
Nakon Drugog svjetskog rata časne sestre su i dalje radile u odgojnim ustanovama kao što su škole sve dok jugokomunizam nije spriječio u daljnjem radu.
U blizini je Kalvarija. S jedne je strane crkve Uskrsnuća Isusova župni stan, a s druge ovaj samostan.
Danas je nadstojnica ovog samostana č.s. Mirjam Pandžić.